# YUKIHIRO TOUR1983
YUKIHIRO TOUR1983は、1983年8月に行われた高橋幸宏のコンサート・ツアーである。

## 概要
- 1982年の高橋初のソロツアーに続いて組まれたツアー。前年と比べ規模を縮小、5回公演が行われた。
- 演目はツアー後に発売を控えたアルバム『薔薇色の明日』からの曲が中心。
- ドラムは当初ウルトラヴォックスのウォーレン・カンに依頼していた[1]が、スケジュールの都合が付かなかったためABCのドラマー、デヴィッド・パーマーが参加している。
- 8月13日の箱根自然公園公演は後に『箱根オデッセイ』と題してNHKで放映された。ちなみにライブの前半はRCサクセションが出演している。

## メンバー
- 高橋幸宏 : ボーカル、キーボード、ドラム
- 立花ハジメ : サックス
- 鈴木慶一 : ボーカル、キーボード
- ビル・ネルソン : ギター
- デヴィッド・パーマー : ドラム

ゲスト
- 細野晴臣 : ベース ※箱根公演のみ出演
- サンディー : ボーカル
- 矢口博康 : サックス
- 白井良明 : ギター
- 大村憲司 : ギター

## 日程
| 日付          | 都市 | 会場         |
| ------------- | ---- | ------------ |
| 1983年8月13日 | 箱根 | 箱根自然公園 |
| 1983年8月15日 | 東京 | 渋谷公会堂   |
| 1983年8月16日 | 東京 | 渋谷公会堂   |
| 1983年8月18日 | 大阪 | 大阪城音楽堂 |
| 1983年8月20日 | 東京 | 渋谷公会堂   |

## セットリスト
1. RIPPLE
2. MY BRIGHT TOMORROW
3. DISPOSABLE LOVE
4. 蜉蝣
5. AND I BELIEVE IN YOU
6. COINCIDENCE
7. 前兆
8. DRIP DRY EYES
9. ARK DIAMANT [2]
10. NO WAY OUT [2]
11. SAYONARA
12. FLASHBACK
13. THE REAL YOU
14. ARE YOU RECEIVING ME ?
15. SOMETHING IN THE AIR
16. IT'S ALL TOO MUCH
17. IT'S GONNA WORK OUT
18. ALL YOU'VE GOT TO DO
19. CUE
20. THE APRIL FOOLS